# Lilienstein
Lilienstein (nume german cu pronunția  /ˈli.lien.ʃtain/, v. AFI) este unul dintre cei mai marcanți munți din regiunea Sächsische Schweiz, landul Saxonia, Germania. Muntele este în același timp și simbol al întregii regiuni, la fel ca și stânca numită Barbarine. Lilienstein este singurul munte de tip „munte retezat” (Tafelberg) de pe malul drept al râului Elba; este caracterizat prin platoul de pe vârf constituit din roci sedimentare stratificate (gresie), cu versanți abrupți. Munți asemănători se mai pot întâlni în Schwäbische Alb, Africa de Sud și Surinam, ca de pildă: Ben Bulben, Tepui, Szczeliniec Wielki și Amba.

## Etimologie
Numele muntelui provine probabil de la  Sf. Gilgen respectiv Sf. Ilgen care a devenit Ilgenstein; o altă variantă a etimologiei ar fi de la Sf. Aegidius.

## Date geografice și istorice
Muntele se află la 15 km est de Pirna și 5 km vest de  Bad Schandau. Direct la poalele lui se află localitatea Ebenheit, care aparține de orașul Königstein.
Vizavi, pe malul celălat al Elbei, se află Fortăreața Königstein. În regiune s-au făcut descoperiri arheologice din epoca bronzului. Muntele este amintit pentru prima oară în anul 1379 sub numele de „Ylgenstein“; probabil din acest timp provine și inscripția unei cruci în stâncă pe versantul sudic.
În evul mediu, prin anul 1200, pe munte exista o cetate ce aparținea de Boemia. În anul 1402 cetatea Lilienstein precum și Königstein sunt ocupate de ducele de Meißen (Comes terminalis), iar ulterior intră în posesia prinților saxoni.
Între 1406 - 1550 cetatea devine treptat o ruină, fiind în cele din urmă abandonată; prin săpături ulterioare s-au descoperit poarta principală și vase de ceramică.
În anul 1708 August der Starke urcă pe treptele construite în timpul său pe versantul sudic al muntelui; el devine rege al Poloniei, și acest eveniment este marcat de un fost obelisc de pe munte.
În anul 1756 în războiul de șapte ani armata saxonă capitulează la Liliental, fără să opună rezistență, în fața trupelor prusace sub conducerea lui Frederic cel Mare.
La aniversarea a 800 de ani a familiei nobiliare Wettiner s-a ridicat un obelisc nou cu o înălțime de 16 m.

## Galerie de imagini

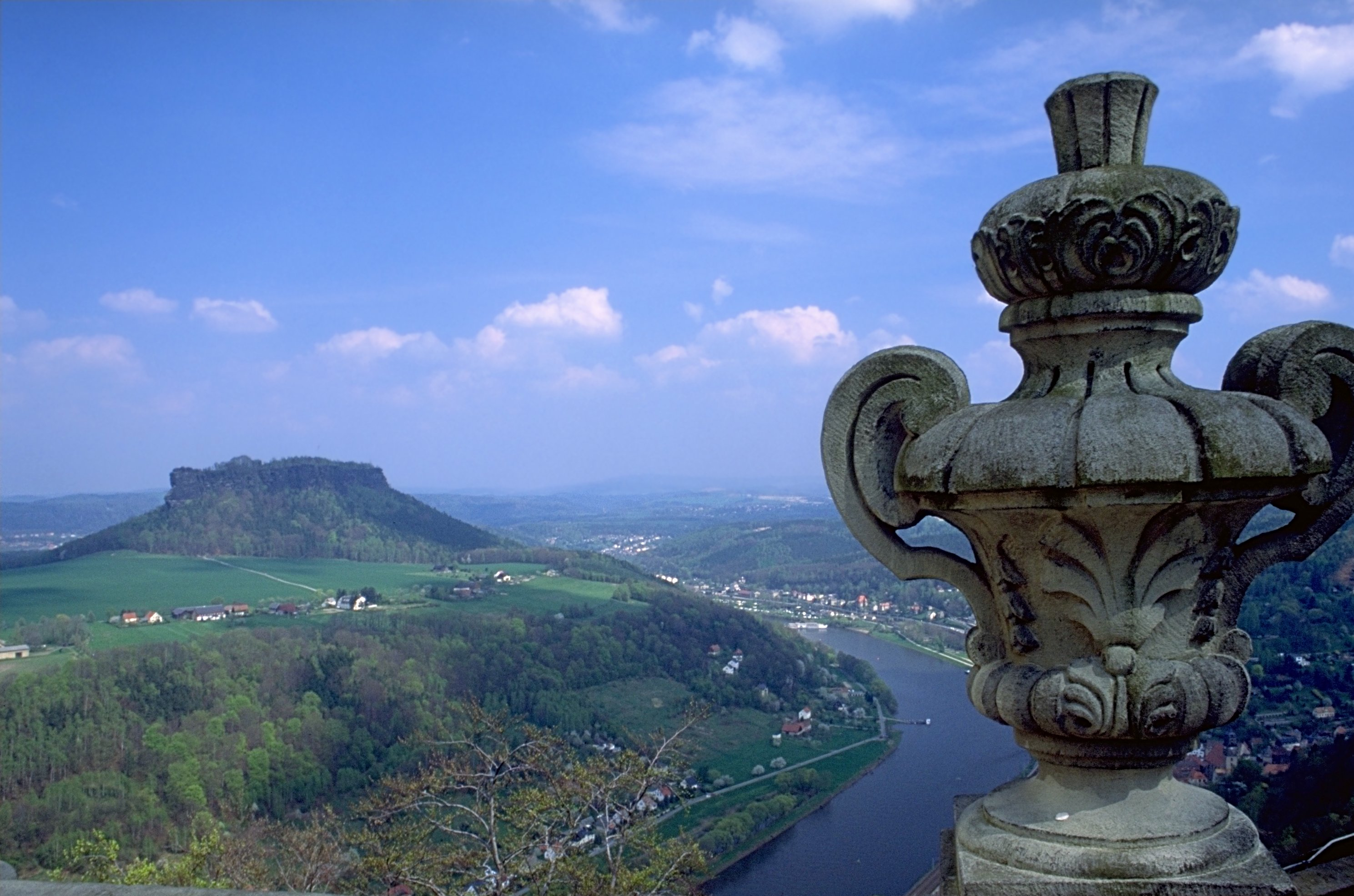
Lilienstein de pe Fortăreața Königstein
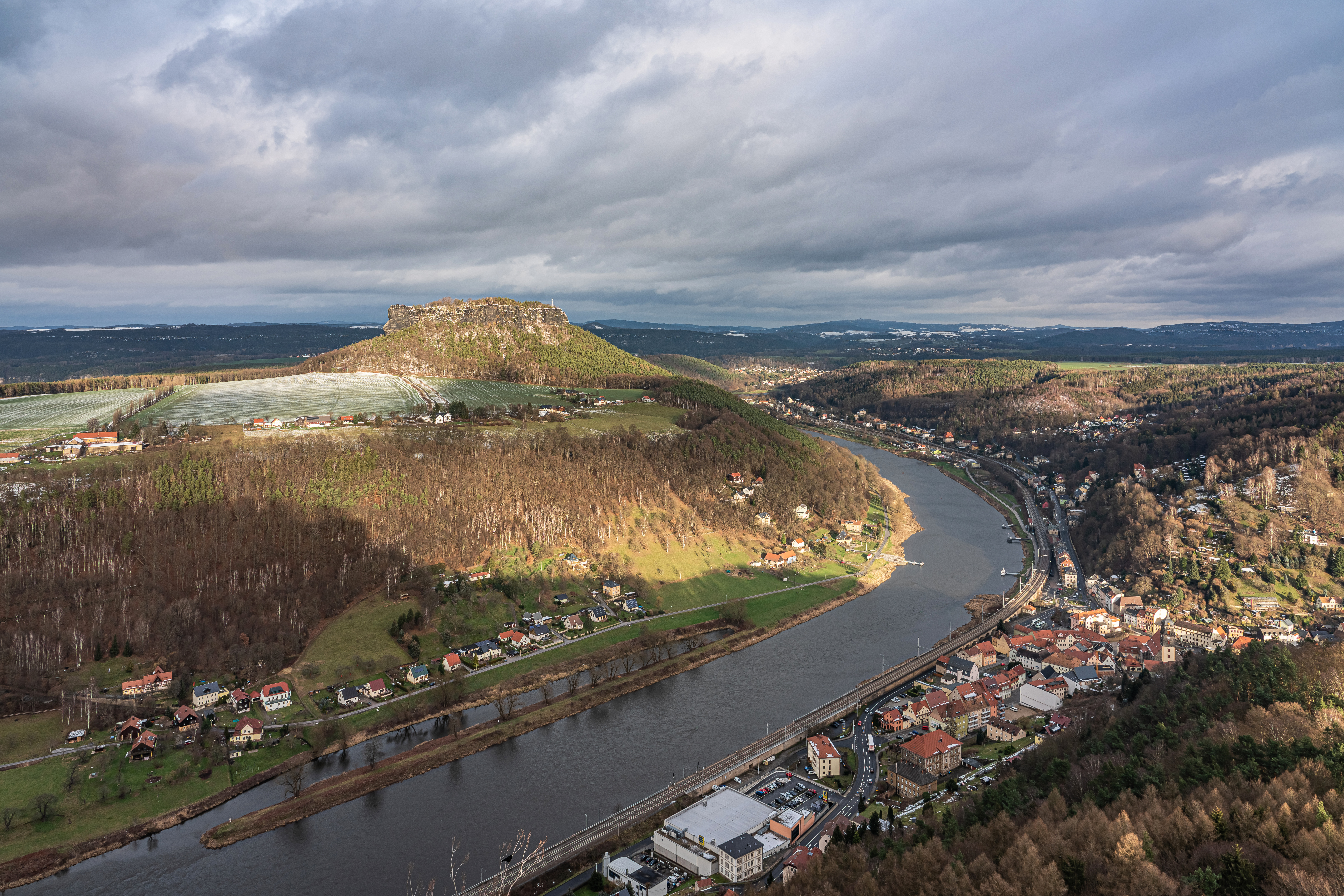
Lilienstein văzut de pe  Fortăreața Königstein
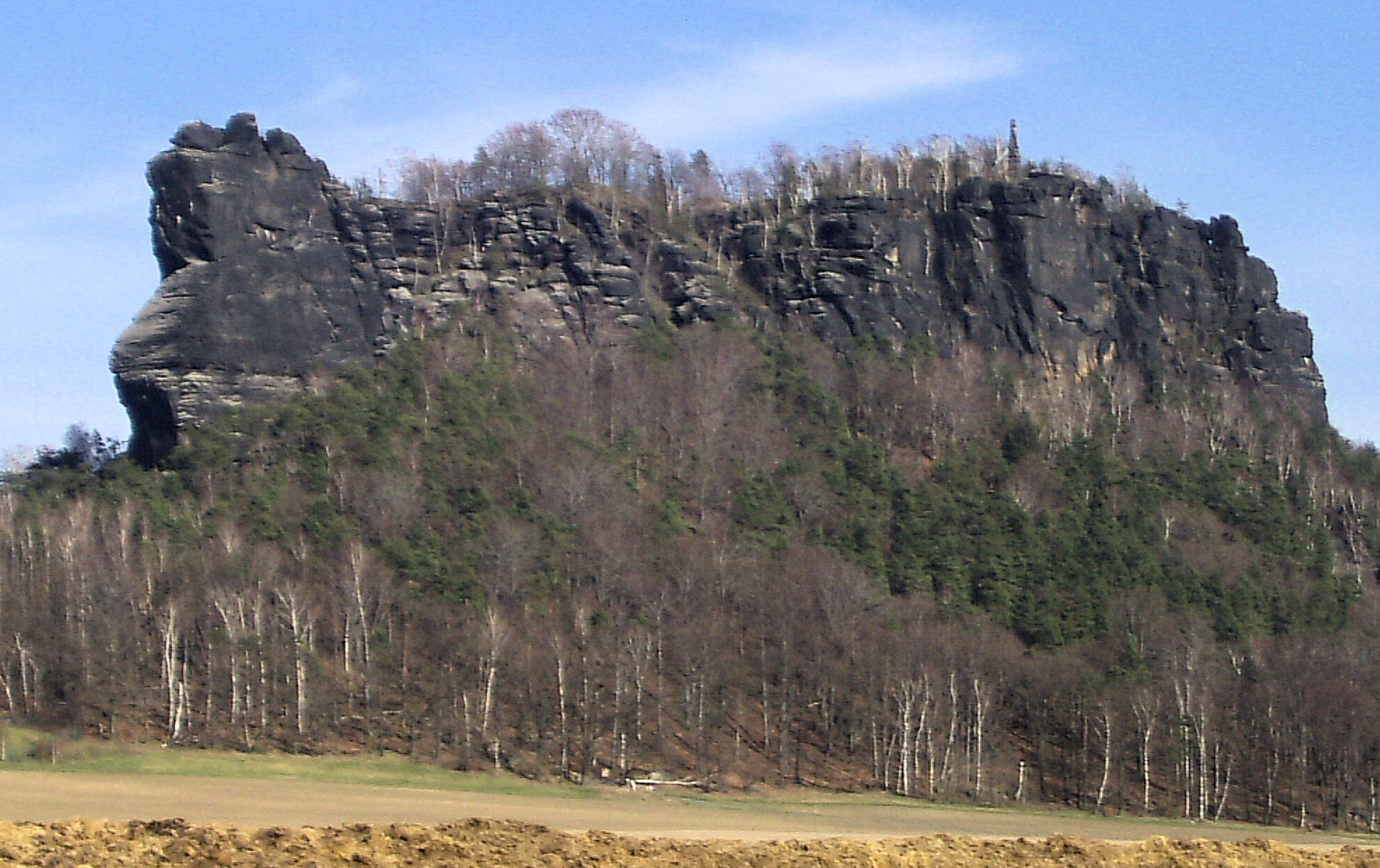
Lilienstein, partea de nord
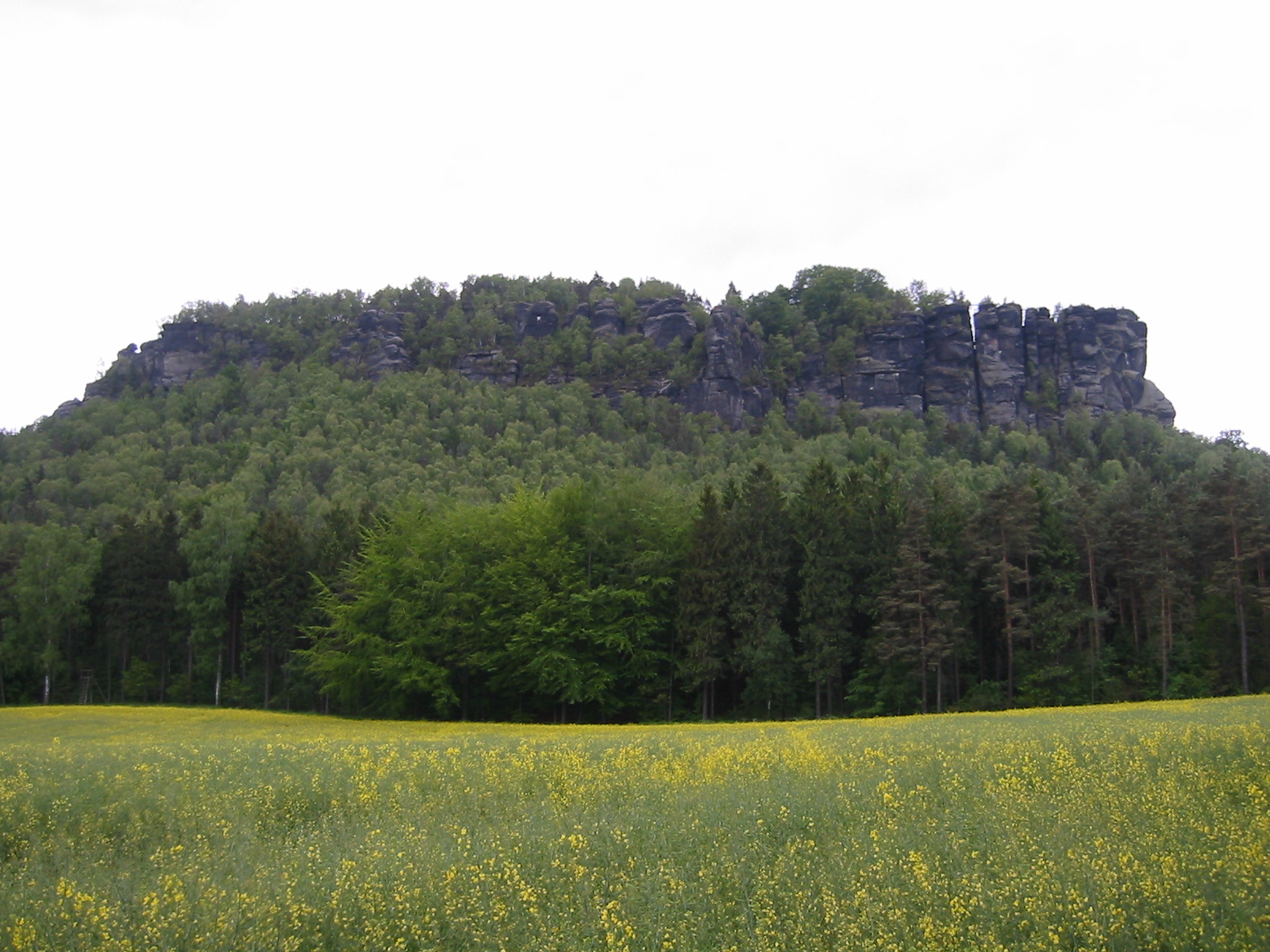
Foto de aproape